# Gérard de Lally-Tollendal
Trophime-Gérard, comte de Lally, baron de Tollendal, puis marquis de Lally-Tollendal, plus connu sous le nom Gérard de Lally-Tollendal, né le 5 mars 1751 à Paris où il est mort le 11 mars 1830, est un homme politique et homme de lettres français.

## Biographie
Gérard de Lally-Tollendal est le fils légitimé de Thomas-Arthur, comte de Lally, baron de Tollendal, officier français d’origine irlandaise, rendu responsable de la défaite française lors du siège de Pondichéry en janvier 1761, condamné à mort par le parlement de Paris et exécuté. Gérard de Lally-Tollendal n’apprend sa filiation que le jour de l’exécution de son père le 9 mai 1766. Soutenu par Voltaire dès 1773, il obtient en 1778 la cassation de l’arrêt du parlement, mais l’affaire, renvoyée devant les parlements de Rouen et de Dijon, se conclut par une confirmation de la condamnation. Quant à sa mère, il s'agit selon plusieurs sources de la comtesse de Maulde, ce qui en ferait un demi-frère du diplomate Emmanuel Gabriel de Maulde. Il semble qu'il n'ait pas entretenu de liens particuliers avec elle : il est confié dès sa naissance à Mary Dillon, amie de ses parents, la comtesse de Maulde étant une femme mariée.

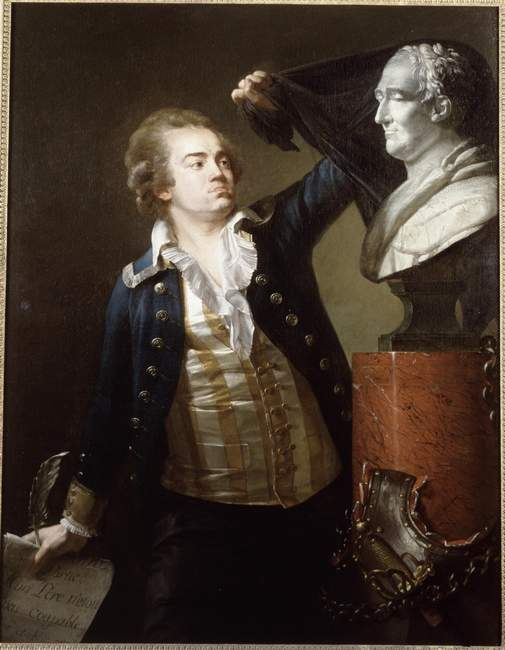
Gérard de Lally-Tollendal dévoilant le buste de son père par Jean-Baptiste-Claude Robin en 1787,
(Musée de la Révolution française).

Il est bailli d’Étampes en 1779. En 1789, il est délégué de la noblesse aux États généraux et membre du comité de constitution de l’Assemblée nationale constituante. Il est l’auteur de l’addition relative à la « distinction des vertus et des talents » dans l’article 6 de la Déclaration des droits de l’homme et du citoyen d’août 1789. Il milite vainement pour imposer le bicamérisme dans les débats sur la future Constitution. Il est à cette époque un tenant du monarchienisme qui tente de concilier une monarchie puissante et les acquis de 1789, avec Pierre-Victor Malouët et Stanislas de Clermont-Tonnerre entres autres.
Démissionnaire de l’Assemblée après les journées des 5 et 6 octobre 1789, il émigre en 1790, mais revient en France en 1792 pour tenter, en vain, d’en faire sortir le roi et ses proches. Il est arrêté le 10 août et incarcéré à la prison de l’Abbaye, d’où il est libéré le mois suivant, peu avant les massacres de Septembre. Il prend de nouveau le chemin de l’exil, mais ne tarde pas à se proposer, par courriers échangés avec la Convention nationale, pour participer à la défense du roi lors de son procès, ce qui lui est refusé.
Il revient en France après le coup d'État du 18 Brumaire, mais ne retrouve un rôle officiel qu’à partir de la Restauration, où il sera couvert d’honneurs et créé marquis de Lally-Tollendal en 1815.
Il est nommé, et non élu, membre de l’Académie française en 1816 par ordonnance royale, au fauteuil 31, peu après l’exclusion d’Emmanuel Joseph Sieyès pour cause de régicide. Le marquis de Lally-Tollendal est pair de France et ministre d'État, grand officier de la Légion d’honneur, chevalier commandeur et grand trésorier du Saint-Esprit.

## Publications

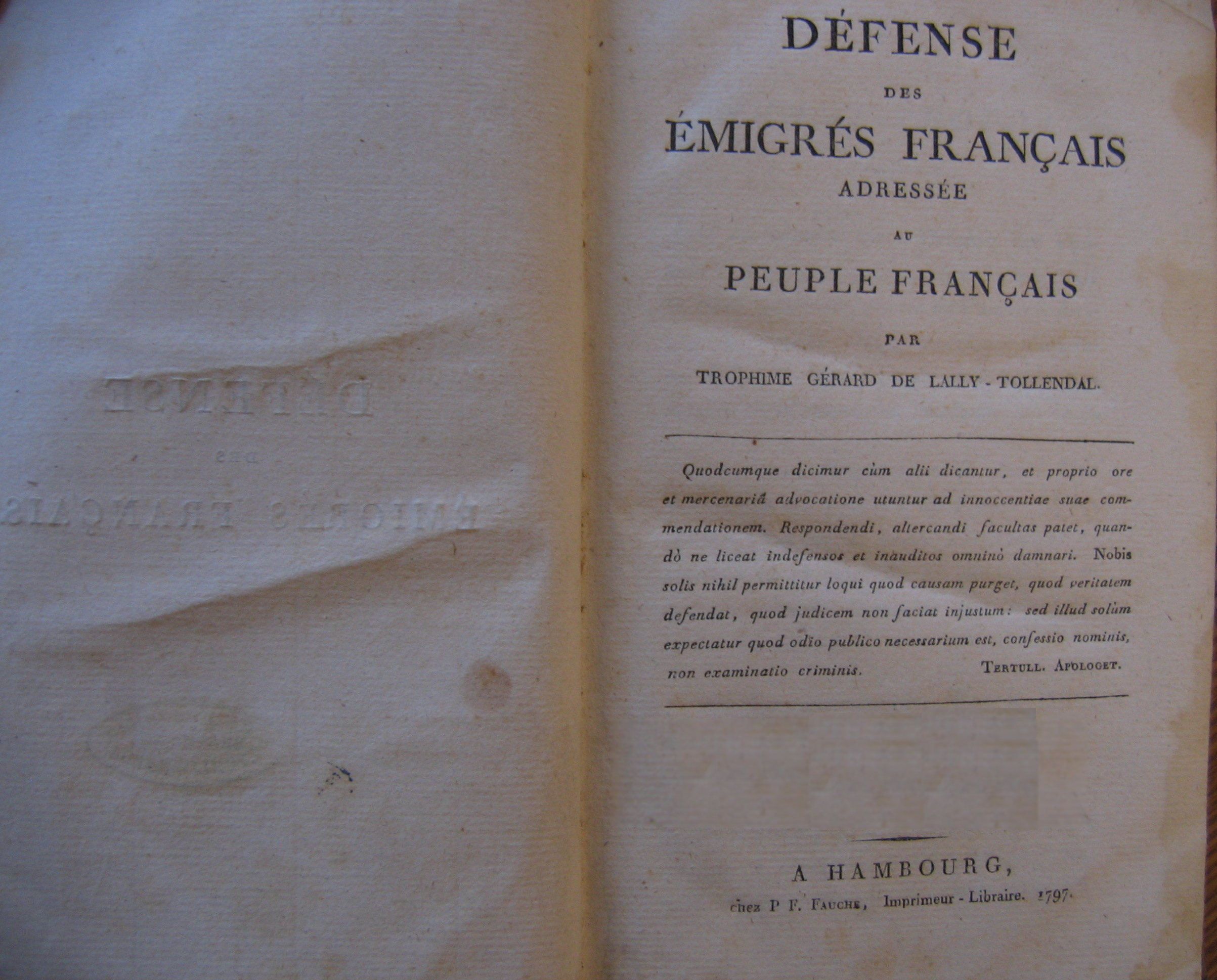
Défense des émigrés français.

- Essai sur quelques changements qu’on pourrait faire dès à présent dans les lois criminelles de France, 1787
- Pièces justificatives contenant differentes motives et opinions, 1789
- Rapport sur le gouvernement qui convient à la France, 1789
- Lettre à ses commettants, 1789
- Quintius Capitolinus aux Romains: extrait du troisième livre de Tite-Live, 1790
- Adresse de M. de Lally-Tollendal aux Français, ou, La dinde à la broche, la poule au pot & la grande pinte, servis ensemble sur les tables du peuple : 1°. Par la grande émission des assignats ; 2°. Par l’emploi vraiment patriotique des biens nationaux, S.l., S.d., 1790 (lire en ligne).* Mémoire de M. le Comte de Lally-Tollendal, ou Seconde lettre à ses commettans, 1790
- Lettre Ecrite par M. le Comte de Lally-Tollendal, à une de ses amies, 1790
- Mémoire de M. le Comte de Lally-Tollendal, ou Seconde lettre à ses commettans, Paris, Desenne, 1790. [BM Senlis]
- Lettre écrite au très honorable Edmund Burke ecuier, membre du parlement d'Angleterre, 1791
- Post-scriptum d’une lettre à M. Burke, 1792
- Plaidoier du comte de Lally-Tolendal pour Louis XVI, 1793
- Songe d'un Anglais fidèle à sa patrie et à son roi, 1793
- Reponse du Comte de Lally Tolendal, a M. L'Abbé D..., grand vicaire, 1793
- Mémoire au roi de Prusse pour réclamer la liberté de La Fayette, 1795
- Le Comte de Strafford, tragédie en 5 actes et en vers, 1795
- Défense des émigrés français adressée au peuple français, avant-propos de l’auteur, daté de Londres, janvier 1797, Hambourg, chez P.F. Fauche, Imprimeur-Libraire, 1797, X + 247 p. Texte intégral
- Mémoires concernant Marie-Antoinette, 1804
- Essai sur la vie de T. Wentworth, comte de Strafford, principal ministre du roi Charles Ier. Et sur l'histoire generale d'Angleterre, d'Écosse et d'Irelande a cette époque, 1814